# Knut Ekemar
Knut Erik Ekemar, född den 30 juni 1886 i Vaksala församling, Uppsala län, död den 14 september 1979 i Stockholm, var en svensk ämbetsman.
Ekemar avlade studentexamen i Uppsala 1907 och juris kandidatexamen vid Uppsala universitet 1912. Han genomförde tingstjänstgöring 1913–1916. Ekemar blev notarie vid Överståthållareämbetet 1918 (extra ordinarie 1916) och sekreterare där 1932. Han var kanslidirektör 1943–1953. Ekemar blev riddare av Vasaorden 1929 och av Nordstjärneorden 1936 samt kommendör av andra klassen av sistnämnda orden 1944 och kommendör av första klassen 1948. Han vilar på Bromma kyrkogård.